# 上余镇
上余镇是中华人民共和国浙江省衢州市江山市下辖的一个镇。
2017年9月28日，浙江省人民政府批复同意将上余镇所辖的迎宾村、陶村村、大夫第村划归双塔街道管辖。调整后，上余镇辖18个行政村，镇政府驻地不变（兴余路105号）。

## 行政区划
上余镇下辖以下村级行政区划单位：
大溪滩村、木车村、一都江村、山头村、五程村、七一村、苦叶田村、江村村畲族民族村、望江村、上余村、塘岭一村、塘岭三村、高洋村、李坪村、方家村、塘岭二村、湖珠村和余航村。

## 交通
- 沪昆铁路：江山站